# معاملة المثليين في سان مارينو
يواجه الأشخاص المثليون والمثليات ومزدوجو التوجه الجنسي والمتحولون جنسياً (اختصاراً: LGBT) في سان مارينو تحديات قانونية لا يواجهها غيرهم من المغايرين جنسيا. يعتبر النشاط الجنسي المثلي بين الذكور وبين الإناث قانونيا في سان مارينو، ولكن لايتمتع الشركاء المثليون وأسرهم بنفس الحماية القانونية التي يتمتع بها الأزواج المغايرين وأسرهم.
يتم حظر التمييز على أساس التوجه الجنسي والهوية الجندرية في سان مارينو. بالإضافة إلى ذلك، وافق البرلمان في ديسمبر 2017 على قانون موازنة يتضمن أحكامًا تعترف قانونيا بزواج المثليين بين الأجانب في البلاد. كما وافق المجلس العام (برلمان سان مارينو) في نوفمبر 2018 على مشروع قانون يشرع الاتحادات المدنية في الدولة الصغيرة. يسمح القانون، الذي دخل حيز التنفيذ بشكل كامل في 11 فبراير 2019، للشركاء المثليين والشركاء المغايرين بالدخول في اتحاد مدني والحصول على حقوق متساوية فيما يتعلق بالإقامة، والمواطنة، وحقوق التقاعد، والرعاية الصحية، وحقوق الميراث، وتبني أحد الشريكين للطفل البيولوجي للشريك الآخر.

## قانونية النشاط الجنسي المثلي
في أيلول/سبتمبر 2004، ألغيت المادة 274 من قانون عقوبات سان مارينو بموجب القانون رقم 121 الصادر في 23 أيلول/سبتمبر 2004. وبموجب هذه المادة، يمكن معاقبة العلاقات الجنسية المثلية بالسجن لمدة تتراوح من 3 أشهر إلى سنة واحدة، إذا كانت تعتبر «عادة» وبالتالي تسبب «فضيحة عامة».
أُلغِي الحظر الكامل على المثلية الجنسية في سان مارينو عام 1864. ومع ذلك، وافق برلمان سان مارينو عام 1974 على قانون العقوبات الجديد الذي دخل حيز التنفيذ في عام 1975 واحتوى على المادة 274. ولكن لا توجد تقارير تبين أن المادة 274 تم تطبيقها أبداً. وكان ذلك القانون الخاص الوحيد المتعلق بالمثلية الجنسية في قانون عقوبات سان مارينو.
يتم تحديد السن القانونية للنشاط الجنسي بين العلاقات الجنسية المثلية والعلاقلت الحنسية المغايرة بالتساوي عند 14 (نفس الشيء في إيطاليا). بالإضافة إلى ذلك (على عكس إيطاليا)، يُعد «إثارة قاصر أقل من 18 عامًا للفساد الجنسي» في سان مارينو جريمة يعاقب عليها القانون.

## الاعتراف القانوني بالعلاقات المثلية

### الاتحادات المدنية
في 15 نوفمبر 2018، وافق المجلس العام (البرلمان سان مارينو) على مشروع قانون يشرع الاتحادات المدنية في الدولة الصغيرة. يسمح القانون، الذي دخل حيز التنفيذ بشكل كامل في 11 فبراير 2019، بعد إجراء عدد من التغييرات القانونية والإدارية، للشركاء المثليين والشركاء المغايرين بالدخول في اتحاد مدني والحصول على حقوق متساوية فيما يتعلق بالإقامة، والمواطنة، وحقوق التقاعد، والرعاية الصحية، وحقوق الميراث، وتبني أحد الشريكين للطفل البيولوجي للشريك الآخر.

### زواج المثليين
في ديسمبر/كانون الأول 2017 وافق برلمان سان مارينو على تعديل لقانون الميزانية المقترح لعام 2018 والذي سيسمح للأزواج المثليين الأجانب بالاحتفال وعقد زواج المثليين في سان مارينو. سيظل الشركاء المثليون من مواطني سان مارينو ممنوعين من الزواج؛ وذلك بهدف تشجيع السياحة. على الحكومة الآن مهمة صياغة التشريعات لتطببق التعديل.

## الحماية من التمييز وقوانين جرائم الكراهية
في 28 أبريل 2008، وافق برلمان سان مارينو على تعديلات على قانون العقوبات، تحظر التمييز وجرائم الكراهية وخطابات الكراهية على أساس التوجه الجنسي. دخل القانون حيز التنفيذ في 3 مايو 2008.
وفقًا لتقرير حقوق الإنسان الصادر عن وزارة الخارجية الأمريكية لعام 2015، يحظر قانون سان مارينو التمييز على أساس العرق أو الجنس أو الدين أو الرأي السياسي أو الأصل القومي أو الجنسية أو الأصل الاجتماعي أو الإعاقة أو التوجه الجنسي أو الهوية الجندرية أوالعمر أواللغة أو حالة إيجابية لفيروس نقص المناعة البشرية أو وجود أمراض معدية أخرى. وتفرض الحكومة هذا الحظر على التمييز.
في نوفمبر 2018، أثناء المناقشة النهائية لقانون الاتحاد المدني، اقترح نائب دافيد فورسيليني من "حزب التجديد والإنصاف والشفافية والحركة المدنية البيئية المستدامة" إضافة مصطلح " التوجه الجنسي" صراحةً إلى المادة 4 من الدستور، التي تنص حاليًا على ما يلي: "الكل متساوون أمام القانون، دون تمييز الجنس والظروف الشخصية والاقتصادية والاجتماعية والسياسية والدينية". حصل الاقتراح على دعم من حزب دي أم-أس أم تي"، وحزب الاشتراكيين والديمقراطيين والحزب الاشتراكي، بالإضافة إلى العديد من النواب المستقلين. في مارس 2019، وافق البرلمان على الاقتراح، و 35 صوتًا لصالح مقابل 8 أصوات ضد، مع امتناع عضو واحد عن التصويت (35-8-1). ومع ذلك، كان مطلوبا 39 صوتا لصالح لتشريعه. بسبب عدم تلبية هذا الطلب، تم تقديم النص إلى استفتاء. في 2 يونيو 2019، وافق الناخبون على التعديل، حيث صوت 71,46% منهم لصالحه.

## الخدمة العسكرية
لا تمنع القوات المسلحة السانمارينية بشكل صريح الأشخاص من مجتمع المثليين من الخدمة. تحظر مدونة قواعد السلوك الخاصة بالشرطة التمييز غير العادل في التوظيف. وعلاوة على ذلك، يتم تدريب موظفي الشرطة على معرفة التمييز والاستجابة بشكل مناسب، سواء في الأماكن العامة أو في إطار قوة الشرطة نفسها.

## التبرع بالدم
يسمح للرجال المثليين ومزدوجي التوجه الجنسي بالتبرع بالدم في سان مارينو.

## ظروف الحياة
لايوجد حضور قوي لمجتمع المثليين في سان مارينو. إذ أنه وحتى عام 2010، لم تكن هناك أبدا مناقشات عامة أو اتفاقيات تتعلق بحقوق المثليين من قبل الشخصيات السياسية أو وسائل الإعلام.
بالإضافة إلى ذلك، لا توجد تقارير عن العنف وجرائم الكراهية الموجهة ضد مجتمع المثليين. ومع ذلك، عندما طلبت مجموعات الدفاع عن حقوق المثليين في سان مارينو من الحكومة الاعتراف في 17 مايو باعتباره اليوم الدولي لمناهضة رهاب المثلية، ورهاب التحول الجنسي، ورهاب ازدواجية التوجه الجنسي، رفضت الحكومة ذلك الاقتراح. 

## ملخص
| قانونية النشاط الجنسي المثلي                                                             | (منذ عام 1864)                                      |
| المساواة في السن القانوني للنشاط الجنسي                                                  | Yes                                                 |
| قوانين مكافحة التمييز في التوظيف                                                         | (منذ عام 2008)                                      |
| قوانين مكافحة التمييز في توفير السلع والخدمات                                            | (منذ عام 2008)                                      |
| قوانين مكافحة التمييز في جميع المجالات الأخرى (تتضمن التمييز غير المباشر، خطاب الكراهية) | (منذ عام 2008)                                      |
| قوانين مكافحة الامييز النتعلقة بالهوية الجندرية                                          | No                                                  |
| زواج المثليين                                                                            | No                                                  |
| الاعتراف القانوني بالعلاقات المثلية                                                      | (منذ 2019)                                          |
| تبني أحد الشريكين للطفل البيولوجي للشريك الآخر                                           | (منذ 2019)                                          |
| التبني المشترك للأزواج المثليين                                                          | No                                                  |
| يسمح للمثليين والمثليات الخدمة علناً في القوات المسلحة                                    | Yes                                                 |
| الحق بتغيير الجنس القانوني                                                               | No                                                  |
| علاج التحويل محظور على القاصرين                                                          | No                                                  |
| الحصول على أطفال أنابيب للمثليات والأمومة التلقائية للطفل بعد الولادة                    | No                                                  |
| تأجير الأرحام التجاري للأزواج المثليين من الذكور                                         | (محظور على جميع الأزواج بغض النظر عن التوجه الجنسي) |
| السماح للرجال الذين مارسوا الجنس الشرجي بالتبرع بالدم                                    | Yes                                                 |